# Masters de tennis féminin 2005
Le Masters de tennis féminin est un tournoi de tennis professionnel féminin. L'édition 2005, classée en catégorie Masters, se dispute à Los Angeles du 7 au 13 novembre 2005.
Amélie Mauresmo remporte le simple dames. En finale, elle bat Mary Pierce, décrochant à cette occasion le 19e titre de sa carrière sur le circuit WTA.
L'épreuve de double voit quant à elle s'imposer Lisa Raymond et Samantha Stosur.

## Faits marquants
L'épreuve de simple voit s'imposer Amélie Mauresmo, finaliste malheureuse en 2003. À la conclusion, elle dispose de sa compatriote Mary Pierce, au terme d'un match particulièrement spectaculaire et indécis. 
La tenante du titre Maria Sharapova et la numéro un mondiale Lindsay Davenport sont toutes deux éliminées en demi-finale.
Lisa Raymond et Samantha Stosur, têtes de série numéro deux, remportent le double dames.

## Fonctionnement de l'épreuve
L'épreuve se dispute selon les modalités dites du « round robin ». Les huit meilleures joueuses de la saison sont séparées en deux groupes de quatre. S'affrontant toutes entre elles, seules les deux premières joueuses de chacun sont conviées en demi-finale, avant l'ultime confrontation pour le titre.  
Le double dames aligne les quatre paires les plus performantes de l'année dans un classique tableau à élimination directe (demi-finales et finale).

## Résultats en simple

### Groupe I
| # | Vainqueur         | Adversaire        | Score         |
| 1 | Maria Sharapova   | Patty Schnyder    | 6-1, 3-6, 6-3 |
| 2 | Lindsay Davenport | Nadia Petrova     | 6-2, 7-61     |
| 3 | Lindsay Davenport | Patty Schnyder    | 6-3, 7-5      |
| 4 | Patty Schnyder    | Nadia Petrova     | 6-0, 5-7, 6-4 |
| 5 | Maria Sharapova   | Lindsay Davenport | 6-3, 5-7, 6-4 |
| 6 | Nadia Petrova     | Maria Sharapova   | 6-1, 6-2      |

| # | N°  | Joueuse           | Matchs gagnés-perdus | Sets gagnés-perdus |
| 1 | (1) | Lindsay Davenport | 2-1                  | 5-2                |
| 2 | (3) | Maria Sharapova   | 2-1                  | 4-4                |
| 3 | (7) | Nadia Petrova     | 1-2                  | 3-4                |
| 4 | (6) | Patty Schnyder    | 1-2                  | 3-5                |

### Groupe II
| # | Vainqueur       | Adversaire       | Score          |
| 1 | Mary Pierce     | Kim Clijsters    | 6-1, 4-6, 7-62 |
| 2 | Mary Pierce     | Elena Dementieva | 6-2, 6-3       |
| 3 | Amélie Mauresmo | Kim Clijsters    | 6-3, 7-64      |
| 4 | Amélie Mauresmo | Elena Dementieva | 6-2, 6-3       |
| 5 | Mary Pierce     | Amélie Mauresmo  | 2-6, 6-4, 6-2  |
| 6 | Kim Clijsters   | Elena Dementieva | 6-2, 6-3       |

| # | N°  | Joueuse          | Matchs gagnés-perdus | Sets gagnés-perdus |
| 1 | (5) | Mary Pierce      | 3-0                  | 6-2                |
| 2 | (4) | Amélie Mauresmo  | 2-1                  | 5-2                |
| 3 | (2) | Kim Clijsters    | 1-2                  | 3-4                |
| 4 | (8) | Elena Dementieva | 0-3                  | 0-6                |

### Tableau final
|  |                   |            |                 |            |             |     |   |        |        |        |        |        |
|  | 1/2 finale        | 1/2 finale | 1/2 finale      | 1/2 finale | 1/2 finale  |     |   | Finale | Finale | Finale | Finale | Finale |
|  |                   |            |                 |            |             |     |   |        |        |        |        |        |
|  |                   |            |                 |            |             |     |   |        |        |        |        |        |
|  | Lindsay Davenport | (1)        | 65              | 6          |             |     |   |        |        |        |        |        |
|  | Lindsay Davenport | (1)        | 65              | 6          |             |     |   |        |        |        |        |        |
|  | Mary Pierce       | (5)        | 7               | 7          |             |     |   |        |        |        |        |        |
|  | Mary Pierce       | (5)        | 7               | 7          | Mary Pierce | (5) | 7 | 63     | 4      |        |        |        |
|  |                   |            |                 |            |             | (5) | 7 | 63     | 4      |        |        |        |
|  |                   |            | Amélie Mauresmo |            | 5           | 7   | 6 |        |        |        |        |        |
|  | Maria Sharapova   | (3)        | Amélie Mauresmo | 61         | 5           | 7   | 6 | 3      |        |        |        |        |
|  | Maria Sharapova   | (3)        |                 | 61         |             |     |   | 3      |        |        |        |        |
|  | Amélie Mauresmo   |            | 7               | 6          |             |     |   |        |        |        |        |        |
|  | Amélie Mauresmo   |            | 7               | 6          |             |     |   |        |        |        |        |        |